# Christian Planer
Christian Planer, né le 15 mai 1975 à Kufstein, est un tireur sportif autrichien. 

## Biographie
Aux Jeux olympiques d'été de 2004 à Athènes, Christian Planer remporte la médaille de bronze en carabine à 50 mètres et 3 positions. Le tireur autrichien dispute aussi les Jeux de 2008 et de 2012, sans remporter de médaille.